# ベスト氏
ベスト氏（ベストし、モンゴル語: Besüd）とは、モンゴル部に属する遊牧集団の名称。『元朝秘史』では別速惕、『集史』ではبسوت（Besūt）と記される。書籍によってはベスートとも表記される。

## 概要
『元朝秘史』の伝える伝承によると、モンゴル部の中心氏族であるボルジギン氏の一族のカイドゥ・カンの息子チャラカイ・リンクゥがレビラト婚で娶った兄嫁との間にベスデイという息子が生まれ、その子孫がベスト氏を称したという。しかし、『集史』ではチャラカイ・リンクゥの子孫からはチノス（後に一派がタイチウト氏を称する）という氏族が生じ、ベスト氏はチャラカイ・リンクゥの甥トンビナイ・セチェンの第9子クタタイ（Qūtātāī）の子孫であると伝えられており、両者の記述は食い違う。ただし、少なくともボドンチャルを始祖とするボルジギン氏の一派であるとは認識されていたようである。
ボルジギン氏はモンゴル部の中でも最も繁栄し、多数の下位氏族を抱えるに至ったが、時を経るにつれ氏族間の格差は大きくなっていった。弱小氏族たるベスト氏はタイチウト氏に代表される有力氏族に分散して従い、隷属民（ハラン）としてかろうじて存続する状態にあった。
12世紀末、モンゴル部ではキヤト・ボルジギン氏のテムジンがカンに推戴された（チンギス・カン）が、キヤト氏と反目するタイチウト氏はこれを認めず、チンギス・カン率いる勢力と敵対関係に陥った。これに伴い、タイチウトに隷属するベストの民もチンギス・カンと敵対するようになる。
ジャムカをグル・カンに推戴したタイチウトら諸族とチンギス・カン勢力との間でコイテンの戦いが行われた際、ベスト氏の武将でタイチウトの隷属民であったジルゴアタイは毒矢でチンギス・カンを射るという功績を挙げた。ジェルメの看護によってチンギス・カンは一命を取り留め、戦自体もチンギス・カンの勝利に終わったが、戦後ソルカン・シラに伴われて投降したジルゴアタイに対面したチンギス・カンはその技倆と人柄を気に入り、「ジェベ」という名を授けて部下に引き入れた。
ジェベ以外にも、タイチウト氏を離れチンギス・カンに仕えるようになったベスト氏の人物にデゲイとクチュグルの兄弟が存在する。この兄弟はある時父親がタイチウト氏によって殺されてしまったため、息子達の行く末を案じた母バイダル・ハトゥンに連れられてチンギス・カンの下に来たったという。
チンギス・カンの配下に入ったジェベは数多の征服戦争において功績を挙げ、チンギス・カンの有力武将の一人、四狗の一角として知られるに至った。ジェベの一族はモンゴル帝国において栄達し、多数のノコル（御家人）を輩出した。特にオゴデイからモンケに仕えたバイジュなどが著名である。また、デゲイの千人隊はオゴデイに与えられ、デゲイの一族は代々オゴデイ家に仕えるようになった。
大元ウルスの崩壊後、ベストがどのような変遷を辿ったかは不明であるが、オルドス部部を構成するオトクにはベスト（Besüd）の名が含まれている。

## ベスト氏出身の有力者
- ジェベ
- デゲイ
- クチュグル
- バイジュ